# Estação Imbiribeira
A Estação Imbiribeira é uma estação de metrô integrante da Linha Sul do Metrô do Recife (Metrorec), operada pela Companhia Brasileira de Trens Urbanos (CBTU).
Situa-se entre a Estação Largo da Paz e a Estação Antônio Falcão e atende a moradores e trabalhadores da região norte do bairro de Imbiribeira.

## Toponímia
Imbiribeira é um termo da língua tupi e significa rasgada em tiras, pois eimbir (rasgar) e yb, (rasgada em tiras), denominando a imibiriba, árvore da família das dasmyrtaceas existente na região em quantidade abundante no século XVI.

## História
O projeto da estação Imbiribeira foi desenvolvido junto com os demais da Linha Sul entre 1994 e 1996 pelas empresas MK - Engenharia e Arquitetura Ltda  e Jaakko Pöyry, pelo valor final de R$ 555.419,91. 
As obras da estação foram contratadas pela CBTU em 1998, sendo iniciadas em 16 de abril daquele ano pelo consórcio formado pelas empresas Carioca Christiani Nielsen Engenharia S.A., Construtora Ferreira Guedes S.A. e ERCO Engenharia S.A, pelo valor de R$ 22.622.180,89 (Lote 2-Trecho Largo da Paz-Shopping) e tinha prazo de conclusão para meados de 2000.
Por conta de problemas financeiros causados pela Desvalorização do real em 1999 e da Crise econômica sul-americana de 2002, as obras forma paralisadas em abril de 2001 após o fim do orçamento previsto (incluindo-se o o limite de 25% de aditivos contratuais permitidos pela lei).
As obras da estação e do trecho Largo da Paz-Shopping foram retomadas em 2003, com a estação inaugurada em 28 de fevereiro de 2005.